# Joeropsis affinis
Joeropsis affinis là một loài chân đều trong họ Joeropsididae. Loài này được Kussakin miêu tả khoa học năm 1961.